# 常熟路駅
常熟路駅（じょうじゅくろ-えき）は、中華人民共和国上海市徐匯区常熟路にある上海軌道交通の駅。1号線、7号線が乗り入れ、合計7箇所の出入口がある。

## 歴史
- 1995年4月10日：1号線の駅として開業[1][2]。
- 2009年12月5日：7号線の開業により乗換駅となる[3]。

## 駅構造
1号線は島式ホーム1面2線の地下駅。ホームドアは設置されているが、後から設置されたものである。
7号線は島式ホーム1面2線の地下駅。開業当初からホームドア設置。

### のりば

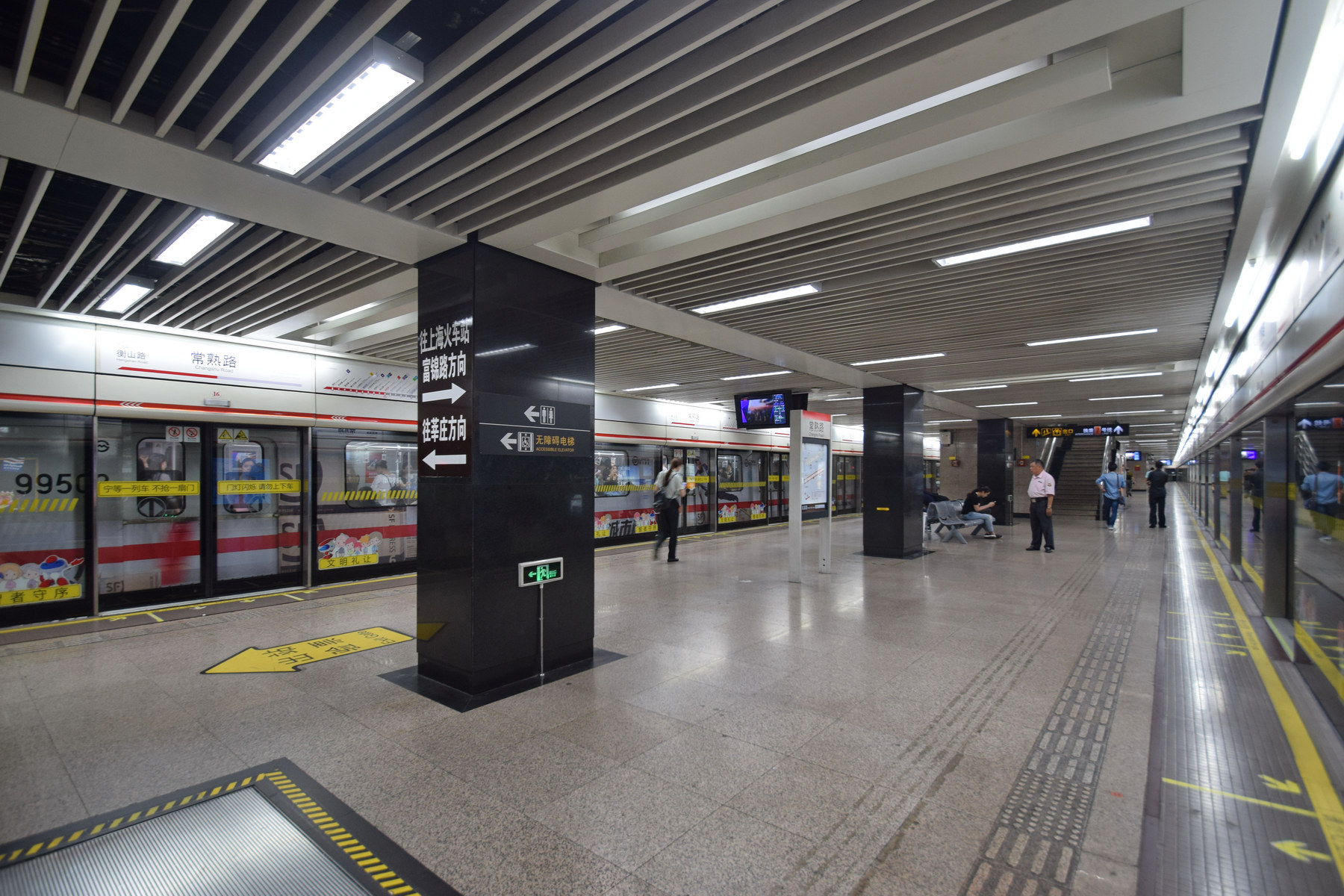
1号線ホーム
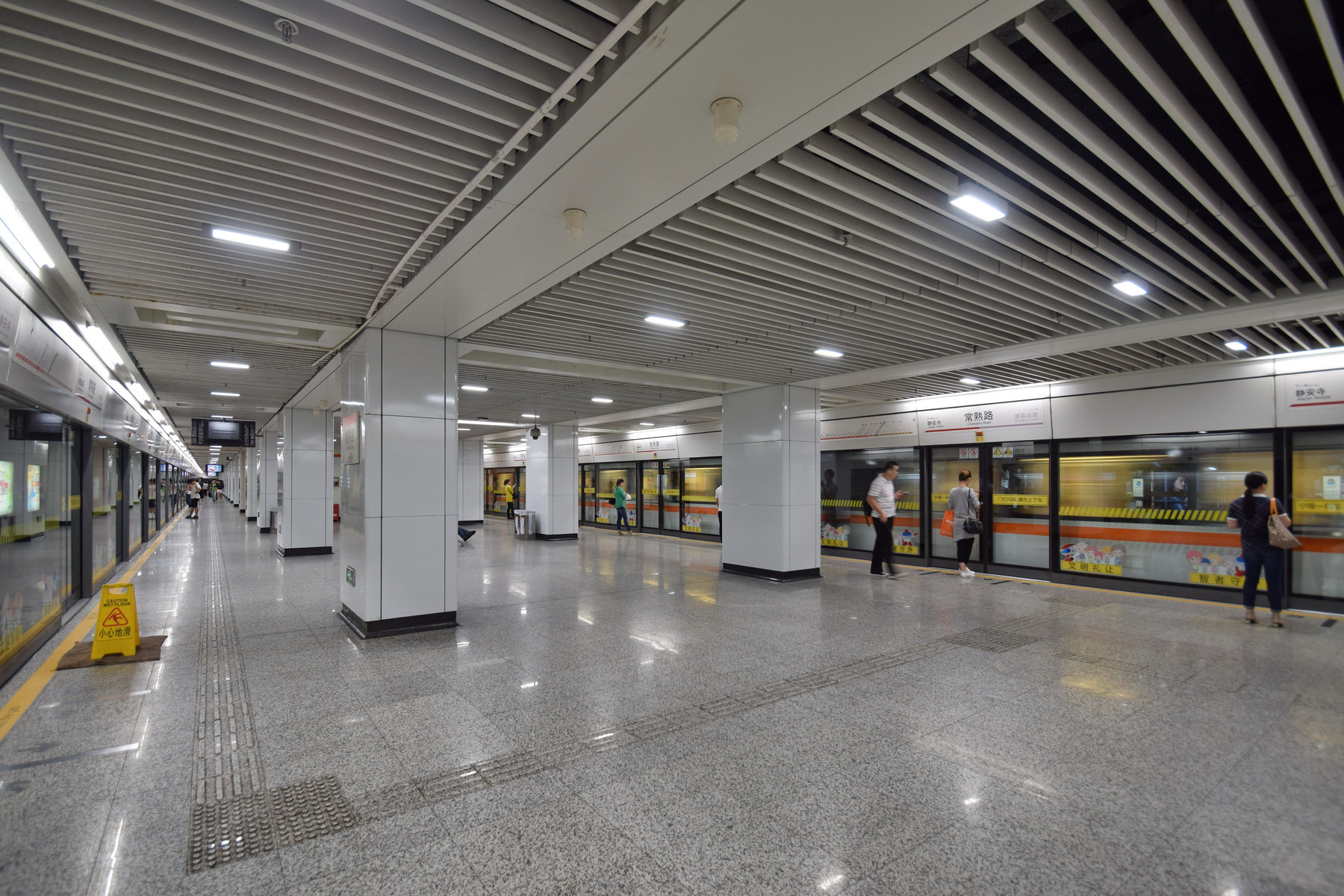
7号線ホーム

| 番線                   | 路線    | 行先                             |
| ---------------------- | ------- | -------------------------------- |
| 1号線ホーム（地下2階） |         |                                  |
| 1                      | ■ 1号線 | 上海南駅・莘荘方面               |
| 2                      | ■ 1号線 | 人民広場・上海火車站・富錦路方面 |
| 7号線ホーム（地下3階） |         |                                  |
| 1                      | ■ 7号線 | 美蘭湖方面                       |
| 2                      | ■ 7号線 | 花木路方面                       |

（出典：上海地下鉄:1号线站层图・7号线站层图）
- 1号線ホーム
- 7号線ホーム

## 駅周辺
- 上方花園
- 上海音楽学院

## 隣の駅
上海軌道交通
■ 1号線
衡山路駅 - 常熟路駅 - 陝西南路駅
■ 7号線
静安寺駅 - 常熟路駅 - 肇嘉浜路駅